# Mikrotętniaki
Mikrotętniaki, tętniaki prosowate, tętniaki Charcota-Boucharda (ang. microaneurysms, miliary aneurysms) – mikroskopowej wielkości uwypuklenia niewielkich (o średnicy 50–250 nm) gałązek tętnic mózgu.
Występowanie:
- skorupa
- wzgórze
- most
- móżdżek
- płaszcz mózgu

## Patogeneza
Powstają w wyniku zmian zapalnych lub zmian zwyrodnieniowych ścian tętnic mózgu (zwyrodnienie wlóknikowate, zwłóknienie, tętnienie). Kwestionowany jest wpływ nadciśnienia tętniczego.

## Powikłania
Pęknięcie tętniaka/tętniaków prosowatych jest źródłem niewielkich, kulistego kształtu krwotoków śródmózgowych. Bardzo rzadko są przyczyną rozległych krwotoków.